# Dunmore (Alberta)
Dunmore est un hameau (hamlet) du Comté de Cypress, situé dans la province canadienne d'Alberta.

## Démographie
En tant que localité désignée dans le recensement de 2011, Dunmore a une population de 502 habitants dans 182 de ses 186 logements, soit une variation de -6.0% par rapport à la population de 2006. Avec une superficie de 2,418 8 km2, le hameau possède une densité de population de 207,540 9 hab/km2 en 2011.
Concernant le recensement de 2006, Dunmore abritait 534 habitants dans 181 de ses 185 logements. Avec une superficie de 2,418 8 km2, le hameau possédait une densité de population de 220,8 hab/km2 en 2006.